# Ethminolia impressa
Ethminolia impressa is een slakkensoort uit de familie van de Trochidae. De wetenschappelijke naam van de soort is voor het eerst geldig gepubliceerd in 1869 door G. Nevill & H. Nevill.